# Cristiano Cordeiro (futebolista)
Cristiano Preigchadt Cordeiro, mais conhecido apenas como Cristiano Cordeiro (Porto Alegre, 14 de agosto de 1973), é um ex-futebolista brasileiro naturalizado honconguês, que atuava como zagueiro.

## Carreira
Começou a carreira ainda aos 14 anos pelo Internacional, de Porto Alegre. Depois, passou nove anos no Brasil de Farroupilha, até ir para o Fortaleza, em 1997. Na equipe cearense, os primos se sagraram vice-campeões estaduais daquele ano. Em 1998, foi jogar no futebol de Hong Kong. Seu primeiro clube foi o South China AA, onde ficou até 2003. Depois, transferiu-se para o Sun Hei, onde encerrou sua carreira, já no ano de 2012.
Em 2006, ele conseguiu a nacionalidade para jogar pela Seleção Honconguesa de Futebol. Fez sua estreia no dia 6 de setembro do mesmo ano, contra o Qatar, pelas Eliminatórias da Copa do Mundo FIFA de 2006 - Ásia.

## Títulos
Brasil de Farroupilha
- Campeonato Gaúcho - Série A2: 1992

South China
- Liga da Primeira Divisão de Hong Kong: 1999–00
- Copa Protetor Sênior de Hong Kong: 1998–99, 1999–00, 2001–02 e 2002–03
- Copa FA de Hong Kong: 1998–99 e 2001–02
- Copa da Liga de Hong Kong: 2001–02

Sun Hei
- Liga da Primeira Divisão de Hong Kong: 2003–04 e 2004–05
- Copa Protetor Sênior de Hong Kong: 2004–05 e 2011–12
- Copa FA de Hong Kong: 2004–05 e 2005–06
- Copa da Liga de Hong Kong: 2003–04, 2004–05 e 2008–09

### Prêmios individuais
- Jogador do ano em Hong Kong: 2001 e 2005
- Jogador mais popular em Hong Kong: 2007
- Melhor zagueiro da Copa da Liga de Hong Kong: 2004–05
- Melhor zagueiro da Copa Protetor Sênior de Hong Kong: 2006–07
- Jogador mais valioso da Liga da Primeira Divisão de Hong Kong: 2006–07

### Jogos pela seleção de Hong Kong
| #   | Data                   | Local                          | Adversário      | Placar | Gol | Capitão | Competição                                |
| --- | ---------------------- | ------------------------------ | --------------- | ------ | --- | ------- | ----------------------------------------- |
| 1.  | 11 de outubro de 2006  | Doha, Qatar                    | Catar           | 0–2    | 0   |         | Eliminatórias para a Copa da Ásia de 2007 |
| 2.  | 15 de novembro de 2006 | Hong Kong                      | Bangladesh      | 2–0    | 0   |         | Eliminatórias para a Copa da Ásia de 2007 |
| 3.  | 1 de junho de 2007     | Jacarta, Indonésia             | Indonésia       | 0–3    | 0   | Capitão | Jogo amistoso                             |
| 4.  | 10 de junho de 2007    | Hong Kong                      | Macau           | 2–1    | 0   | Capitão | Hong Kong-Macau Interporto de 2007        |
| 5.  | 19 de junho de 2007    | Macau                          | Taipé Chinês    | 1–1    | 0   | Capitão | Campeonato do Leste Asiático de 2008      |
| 6.  | 21 de junho de 2007    | Macau                          | Guam            | 15–1   | 1   | Capitão | Campeonato do Leste Asiático de 2008      |
| 7.  | 24 de junho de 2007    | Macau                          | Coreia do Norte | 0–1    | 0   | Capitão | Campeonato do Leste Asiático de 2008      |
| 8.  | 21 de outubro de 2007  | Regência de Gianyar, Indonésia | Timor-Leste     | 3-2    | 0   |         | Eliminatórias da Copa do Mundo 2010       |
| 9.  | 19 de novembro de 2008 | Hong Kong                      | Macau           | 9–1    | 0   | Capitão | Jogo amistoso                             |
| 10. | 14 de janeiro de 2009  | Hong Kong                      | Índia           | 2–1    | 0   | Capitão | Jogo amistoso                             |
| 11. | 21 de janeiro de 2009  | Hong Kong                      | Bahrein         | 1–3    | 0   | Capitão | Eliminatórias para a Copa da Ásia de 2011 |
| 12. | 28 de janeiro de 2009  | Saná, Iêmen                    | Iêmen           | 1–0    | 0   | Capitão | Eliminatórias para a Copa da Ásia de 2011 |
| 13. | 9 de outubro de 2009   | Shizuoka, Japão                | Japão           | 0–6    | 0   | Capitão | Eliminatórias para a Copa da Ásia de 2011 |